# Eberheissing
Eberheissing ist ein Gemeindeteil von Tyrlaching im oberbayerischen Landkreis Altötting.
Die Einöde liegt etwa vier Kilometer nordnordöstlich des Hauptortes auf freier Flur und ist überwiegend landwirtschaftlich geprägt.